# ميدالية أنشلوس
ميدالية أنشلوس (بالألمانية: Die Medaille zur Erinnerung an den 13. März 1938)‏ مارز 1938) تم منح الوسام في ألمانيا النازية في فترة ما بين الحربين.

## وصف
تأسست في 1 مايو 1938، احتفل بضم النمسا إلى الرايخ الألماني بما سمى أنشلوس. كانت هذه الخطوة الأولى في بحث هتلر عن ليبنسراوم، وعززت الأجنحة الألمانية بينما أضعفت تشيكوسلوفاكيا. عبرت القوات الألمانية الحدود في 12 مارس 1938، دون أي مقاومة. تم منح الميدالية، المعروفة باسم "ميدالية أنشسلوس "، لجميع الأشخاص، العسكريين والمدنيين، الذين ساهموا في عملية الضم أو شاركوا فيها. كما تم منحها لمسؤولي الدولة الألمانية وأعضاء فيرماخت الألماني وشوتزشتافل الذين ساروا في النمسا.  تم منحها حتى 31 ديسمبر 1940، وتم منح ما مجموعه 318.689 ميدالية. 